# 西維利亞
西維利亞（羅馬化：Sivershchyna）是中世紀近代時期東歐的一個地名。西維利亞這一名稱由來於這裡曾是東斯拉夫人部族西維利亞人的居住地。西維利亞包括了現在烏克蘭的切爾尼戈夫州、蘇梅州和俄羅斯的布良斯克州、庫爾斯克州一帶地區。西維利亞也曾是哥薩克人的家園。